# Étoile de Saint-Vincent

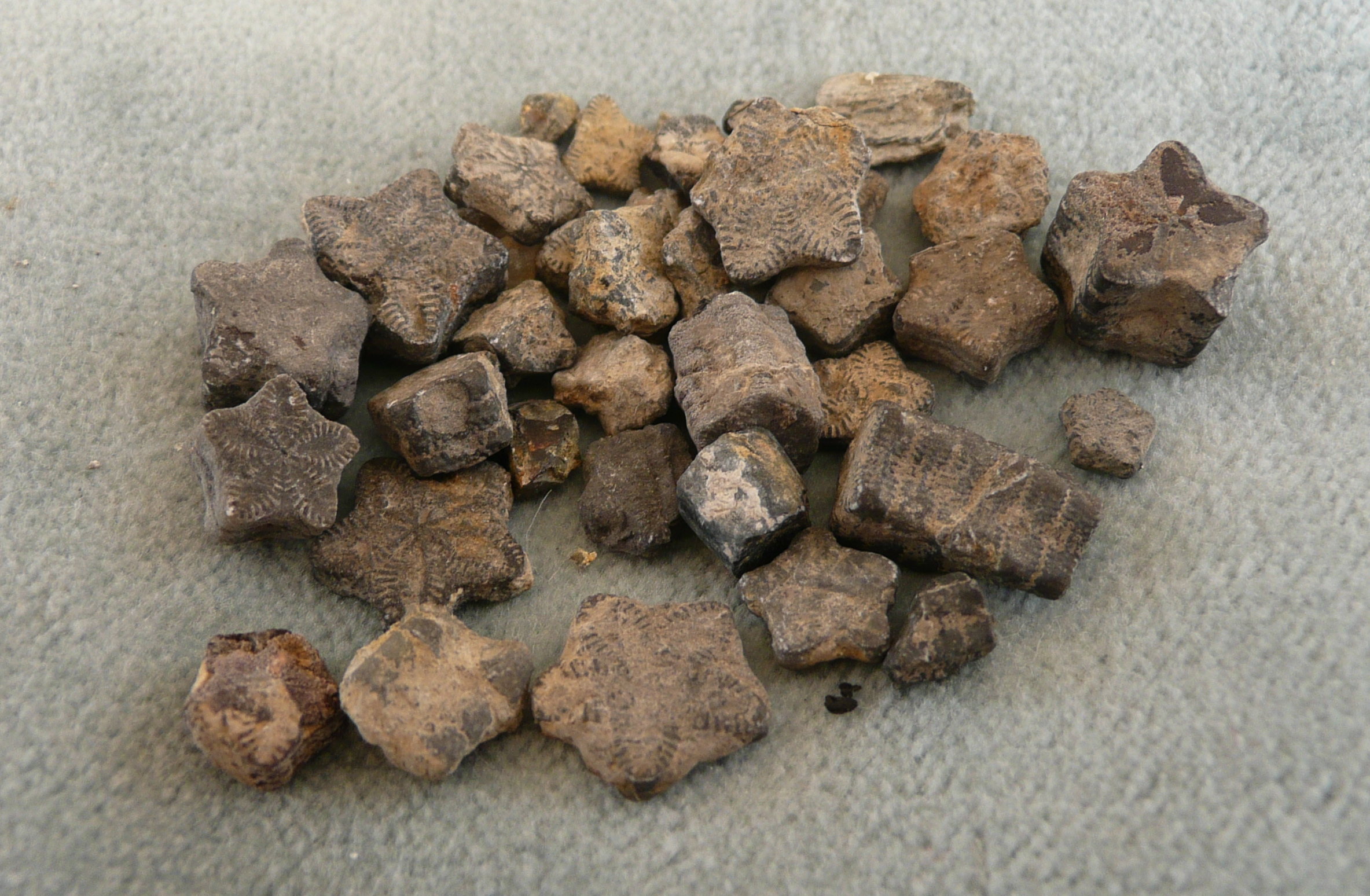
Fossiles bruts.

Les étoiles de Saint-Vincent, plus scientifiquement nommées « pentacrines », sont des segments fossiles en forme d'étoiles à cinq branches provenant des « tiges » de crinoïdes couramment nommés lys de mer. On les trouve dans des couches du Lias inférieur, essentiellement dans le Sinémurien.
Elles ont été étudiées dès 1755 par le naturaliste géologue Jean-Étienne Guettard qui leur a consacré deux mémoires,. Il a en outre eu l'occasion d'étudier le cabinet d'histoire naturelle du château d'Agey (près de Dijon en Côte-d'Or), ayant appartenu à Henri-Anne de Fuligny-Damas de Rochechouart. La femme de ce dernier, Marie-Gabrielle de Pons de Rennepont, a considérablement développé ce cabinet ; elle l'a notamment fait paver de carreaux de pierres de Bourgogne, chaque carreau fait d'une pierre différente et tous répertoriés quant à leur origine précise. Ce carrelage ne contient pas moins de 20 types de « marbre étoilé », comprenant des entroques.

Guettard, Mémoires sur les encrinites et les pierres étoilées, 1755
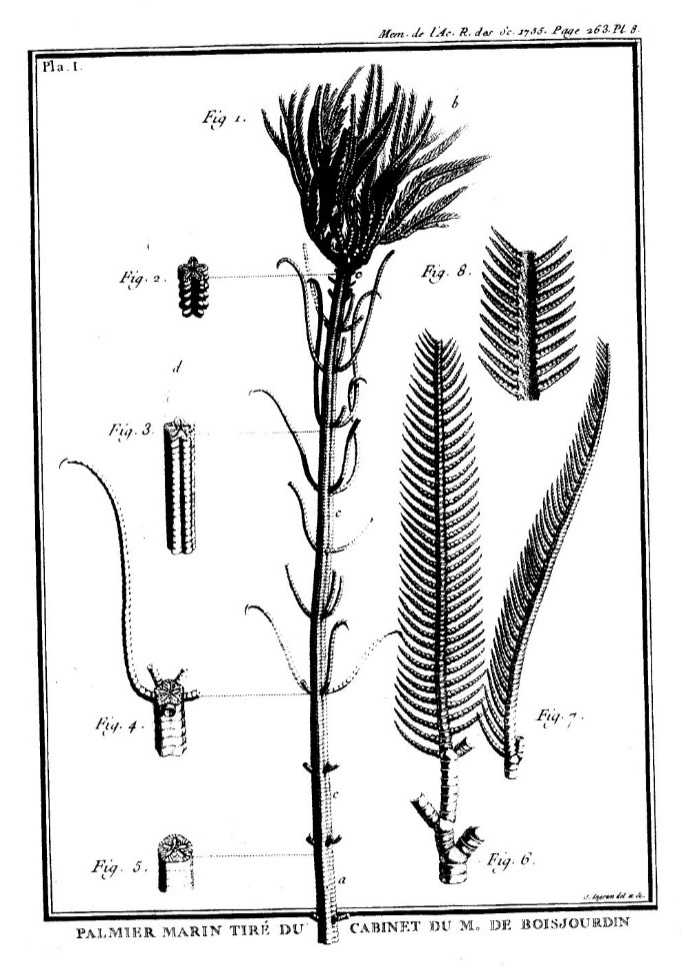
Premier mémoire, pl. 1 : Palmier marin tiré du cabinet du M. de Boisjourdain
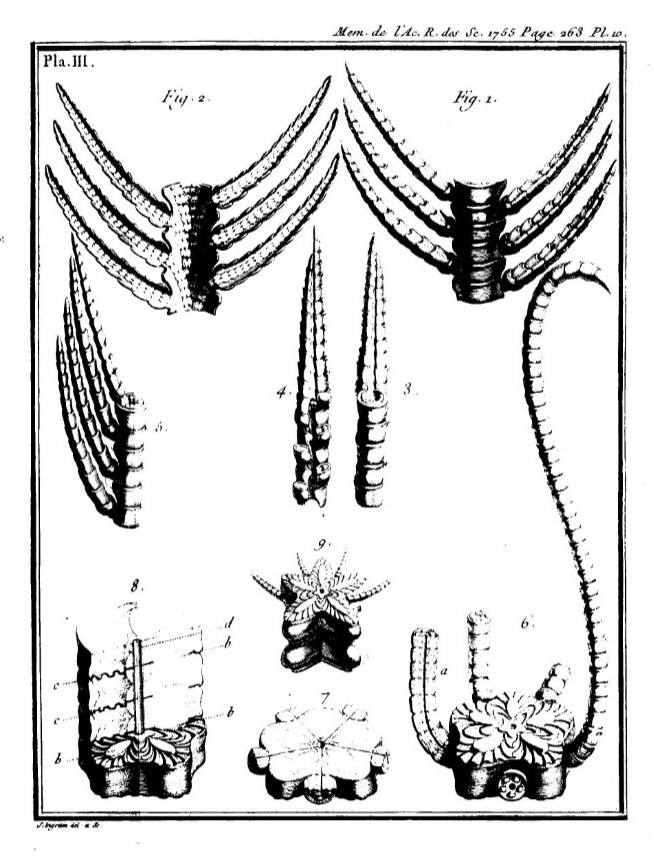
Premier mémoire, pl. 3 : diverses portions de fossile
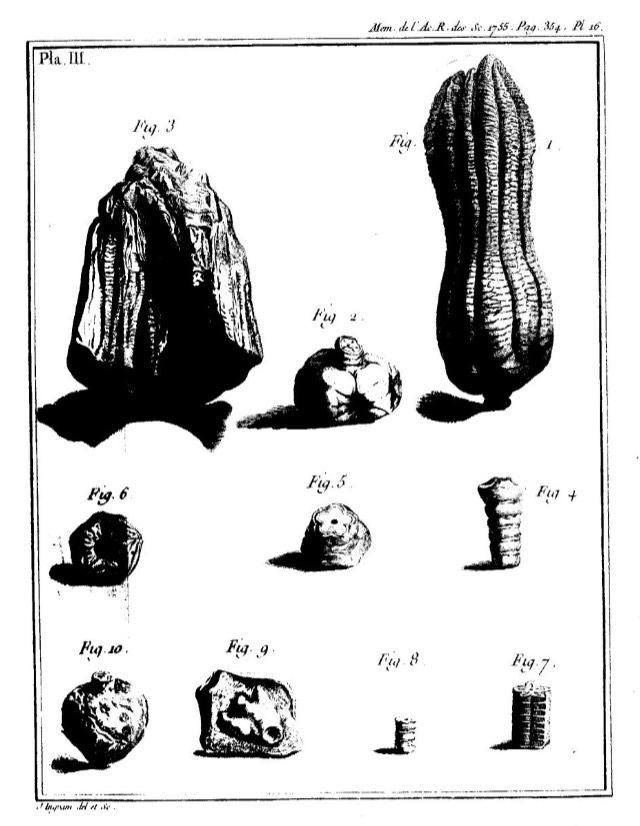
Deuxième mémoire, pl. 3

Ils sont utilisés comme bijoux dans la région de Digne-les-Bains, dans les Alpes-de-Haute-Provence. Leur nom vient de la colline Saint-Vincent. Ces bijoux utilisant les étoiles de Saint-Vincent ont été réalisés pour la première fois par le bijoutier dignois Antoine Colomb vers 1855. Une mode s'est développée à partir de cette pratique, réduite aujourd'hui par la réglementation visant la préservation du patrimoine géologique.
Une salle leur est consacrée au musée Gassendi.

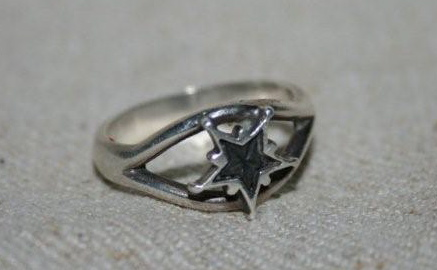
Étoile de Saint-Vincent montée sur une bague en argent.

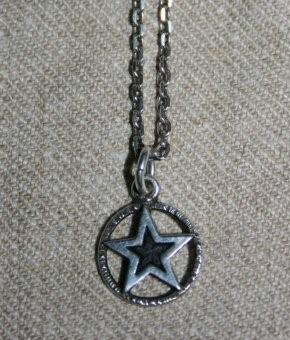
Pendentif.